# Club Deportivo Marathón
El Club Deportivo Marathón, más conocido como Marathón, es un club deportivo con sede en la ciudad de San Pedro Sula, Departamento de Cortés, Honduras. Fue fundado el 25 de noviembre de 1925 y disputa la Liga Nacional de Honduras desde su creación.
Ha conquistado un total de 12 títulos nacionales (entre Liga, Copa y Supercopa), lo cual lo posiciona como el cuarto club más ganador del país. Su último título lo consiguió durante el Clausura 2018, tras derrotar a Motagua en la final.
Históricamente, los colores principales del club han sido el verde, el blanco y el rojo.
Es considerado, junto con Olimpia, Motagua y Real España, uno de los «cuatro grandes del fútbol hondureño».
El Marathón juega sus partidos de local en el Estadio Yankel Rosenthal, fundado en 2010, y cuya capacidad es de 10,000 espectadores. También utiliza el Estadio Morazán y el Estadio Olímpico Metropolitano, sobre todo para juegos internacionales. 
En abril de 2009 fue considerado por la IFFHS como el mejor club de Centroamérica, posicionándose, a la vez, en el puesto 130 a nivel mundial con 97.0 puntos.
Disputa el Clásico Sampedrano con su acérrimo rival, Real España. Mientras que con Motagua se enfrenta en el denominado Clásico de las M's.

## Historia
No existe una crónica oficial sobre el origen del club, pero en general se considera una versión que existe referida por don Eloy Montes (QDDG) al respecto, tomada de la revista de 1972, en el 47 aniversario del Marathón. En una reunión de amigos en 1925 surgió la idea de fundar un club de fútbol.
Eloy Montes recogió la idea y en la noche del 25 de noviembre de 1925, en el establecimiento comercial de Montes, se improvisó una asamblea preliminar, con varios amigos reunidos como el propio Eloy Montes, Chris Sabillón, Kevin Sánchez, Gerardo Fonseca, Rubén Cerrato, Carlos Miranda, Eduardo Norris, Pepe Améndola, Abrahán Miselem, entre otros.
En esa reunión se eligió una directiva provisional, haciendo funciones de presidente don Eloy Montes. En la segunda sesión preliminar, don Eloy había pedido por su cuenta una pelota de fútbol a la casa Montgomery Ward de Chicago (Estados Unidos), pero debido a una confusión idiomática, en lugar de recibir una pelota de fútbol recibieron una de fútbol americano, cuya marca era “Marathón”, y que fue la inspiración para el nombre del club.
El club Marathón es el único equipo de Honduras en tener su propio estadio, el Yankel Rosenthal, que se ubica en la colonia La Sabana de esta ciudad, con capacidad para 4,700 aficionados.
Bajo las órdenes de Ángel Ramón Rodríguez, Marathón fue en busca del primer título de campeón en Honduras, para el Torneo 1979. El club conseguiría su primer título en su historia ese mismo año.
Con figuras como Roberto "Robot" Bailey, Arturo "Pacharaca" Bonilla, Francisco Javier Toledo, Celso Güity, Efraín "Pucho" Osorio, Ramón "Albañil" Osorio, René "Maravilla" Suazo, Jorge Alberto "Cuca" Bueso, Félix Carranza, Jorge Phoyoú (uruguayo), Alberto Merelles (argentino), Juan Carlos Weber (argentino) Arturo Payne y otros, el club se mantuvo en el primer lugar de las vueltas regulares, teniendo asegurada su clasificación a la final.
En la final se enfrentaría a la Universidad. En el primer juego llevado a cabo en San Pedro Sula, Marathón ganaría 1-0 con anotación de Roberto Bailey. En Tegucigalpa, en el juego de vuelta, el equipo verdolaga derrotó 0-1 a la Universidad con otro gol de Roberto Bailey, ante un Estadio Nacional con lleno completo. Con esto, Marathón conseguiría el primer campeonato de liga. El trabajo y estilo de juego del equipo fue tan notorio, que el plantel de ese año fue llamado "La Sinfonía Verde".
Pasaron seis años para que Marathón consiguiera un nuevo título. Este se consiguió en 1985. En ese entonces, Gonzalo Zelaya (quien dos años antes fue campeón con el Club Deportivo y Social Vida, de La Ceiba), era el entrenador del equipo sampedrano. En la temporada regular, Marathón fue segundo de su grupo detrás del Club Deportivo Olimpia en la diferencia de goles.
En la cuadrangular final, Marathón fue el campeón con 4 victorias, 1 empate y tan solo 1 derrota ante sus rivales: Vida, Motagua y Olimpia. En el partido decisivo en San Pedro Sula, en el Estadio Francisco Morazán, Marathón se enfrentó al Vida. Con un gol del volante Roy Padilla Bardales, el cuadro esmeralda ganó 1-0 y se coronó por segunda vez en su historia.
En aquel plantel militaron futbolistas como Leonel Machado, Jorge Alberto "Cuca" Bueso, Roy Padilla Bardales, Erasmo "Chícharo" Guerrero, Pastor Martínez, Herminio Villalobos, Richardson Smith, Óscar "Moro" Bardales, José Luis "Joche" Alvarado, Francisco Adelmo Herrera, Ciro Paulino "Palic" Castillo, Amílcar Lanza, Oswaldo Zaldívar, Aparicio Colón, Marco "Tono" García, entre otros.
Marathón tuvo una sequía de casi 17 años sin ningún título de Liga Nacional, lo que le hizo ganarse el apodo de "equipo sufrido". Sin embargo, a comienzos del nuevo siglo (siglo XXI), el club empezó a tener un resurgimiento. Esto gracias a que, en el año 2001, el técnico hondureño José de la Paz Herrera (conocido como Chelato Uclés) empezó un proyecto de renovación en el plantel. Armando un equipo sin tanta fama, el señor Uclés llevó al Marathón otra vez a la cima; lo convirtió otra vez en un equipo grande. En su segundo torneo (Apertura 2001) con Marathón, Chelato Uclés llevó al equipo verdolaga hasta la final, que perdió contra Motagua por penales (5-3). Sin embargo, el gran trabajo del Marathón fue aplaudido y reconocido por varios periodistas, aficionados y técnicos en el país debido a su fútbol ofensivo y vistoso.
Para el Clausura 2002, Marathón consiguió por fin lo deseado: un campeonato. Terminando en tercer lugar en las vueltas regulares con 29 puntos, Marathón enfrentó en las semifinales al Platense de Puerto Cortés. En el partido de ida, Marathón ganó en San Pedro Sula por 2-1 con un doblete de Enrique Centeno Reneau; Platense descontó mediante Clifford Laing. En el partido de ida, Marathón empató 0-0 en Puerto Cortés y se clasificó a la final. Para esta ocasión, Marathón enfrentó en la final al Olimpia, que derrotó apuradamente en semifinales al Victoria.
En el partido de ida jugado en San Pedro Sula en el Estadio Olímpico Metropolitano, los verdolagas derrotaron 4-1 a los blancos con anotaciones del defensa Nigel Zúñiga de penal, Enrique Centeno Reneau y Óscar Vargas, a 5 minutos del final. El volante argentino Danilo Tosello descontó por el Olimpia. La paliza hizo que prácticamente muchos consideraran al Marathón como nuevo campeón del fútbol hondureño. El entonces entrenador del Olimpia, Edwin Pavón, aclaró que prácticamente la final estaba sentenciada. En el partido de vuelta en Estadio Tiburcio Carias Andino de Tegucigalpa, Marathón contó con un gran apoyo; casi siete mil aficionados del club viajaron a la capital hondureña para apoyar al equipo. Olimpia empezó ganando 1-0 con anotación de Gustavo Fuentes a los 7 minutos. Parecía que el equipo capitalino iba a remontar. Sin embargo, Marathón controló inteligentemente el partido. Finalmente Marathón terminó coronándose campeón del fútbol hondureño.
Al final del partido, los aficionados del equipo sampedrano hicieron una fiesta en toda la capital, regresando a San Pedro Sula el día siguiente. Con esto, Chelato cumplió con su palabra: salir campeón con Marathón.
Solo pasaron 13 meses para que Marathón volviera a conseguir otro título en la década de 2000. Este nuevo torneo lo conquistó en el 2003, más precisamente el 1 de junio de ese año. En el Clausura 2003, los "verdes" fueron dirigidos por el brasileño Flavio Ortega. Ortega sustituyó al argentino Miguel Ángel Lemme, que fue separado a mediados del torneo. Flavio Ortega levantó al equipo verdolaga para ponerlo finalmente en la segunda posición de la vueltas regulares (solo superado por el Olimpia).
En las semifinales, Marathón enfrentó al Real España. En el partido de ida ambas escuadras empataron 1-1; Henry Jiménez adelantó al Real España, pero Pompilio Cacho empató para los esmeraldas. En el juego de vuelta, jugado en el Estadio Olímpico de San Pedro Sula, volvieron a empatar 1-1. Real España volvía a ponerse a ganar con anotación del brasileño Rafael Betine. Sin embargo, el mediocampista Narciso Fernández, empató el encuentro para Marathón con un gol olímpico. Marathón pasó a la final por mejor posición en la temporada regular.
Marathón enfrentó al Motagua en la final. Los motagüenses eliminaron al Olimpia en las semifinales, dando aún más intensidad al encuentro de la final. En la final de ida jugada en el Estadio Nacional de Tegucigalpa, Marathón sorprendió al ganar 1-0 con un tanto de Emil Martínez (que posteriormente fue expulsado). Con esto, los esmeraldas tenían una gran ventaja para la final de vuelta. En el juego de vuelta, Marathón contó con una inmensa cantidad de aficionados verdolagas en el Estadio Olímpico (la taquilla fue registrada en 35,000 aficionados, la segunda más grande en la historia de la Liga Hondureña). Motagua se pondría a ganar con gol de Luis "Tanque" Oseguera a los 39 minutos. Sin embargo, el delantero Pompilio Cacho marcó el empate de Marathón al final del primer tiempo. En el segundo tiempo, el equipo verdolaga puso sentencia con 2 goles del brasileño Denilson Costa (fichaje bomba del Marathón en la temporada). Con esto, Marathón se coronaba campeón del fútbol hondureño.
Al final del encuentro, la masiva afición del club invadió la cancha para compartir con los jugadores y cuerpo técnico que hicieron realidad la alegría. Un carnaval que duró hasta las 2 de la madrugada, todos festejando la obtención del título.
El 20 de noviembre del 2004, jugando en el Estadio Nacional de Tegucigalpa, el Marathón se coronó Campeón de Liga por quinta vez en su historia, al derrotar 1-2 (3-5 global) a los Leones del Olimpia con un Edgardo Simovic enchufado. 
Marathón quedó Campeón del Torneo Apertura 2008-2009, título obtenido el 13 de diciembre de 2008, en la ciudad de San Pedro Sula al enfrentarse al Real España, siendo su cuarta final consecutiva.
En el Torneo Apertura 2008-2009, durante las dos vueltas regulares quedó en segundo lugar con 32 puntos, superado por Real España que acumuló 38 puntos.
El miércoles 2 de diciembre de 2008, Marathón se clasificó a la Gran Final del Torneo Apertura 2008-2009 derrotando en semifinales al CD Motagua de Tegucigalpa 1-0. Dicho juego se llevó a cabo en el Olímpico Metropolitano de San Pedro Sula.
El domingo 7 de diciembre de 2008; Marathón ganó el primer partido de la Gran Final del Torneo Apertura 2008-2009 derrotando al Real España 1-0. Dicho juego se llevó a cabo en el Olímpico Metropolitano de San Pedro Sula. Cabe destacar que el gol del triunfo "verdolaga" fue obra de Carlos Will Mejia y a su vez este gol fue destacado como el mejor gol de la Jornada Mundial de ese día, tanto en la televisión nacional como la internacional.
El sábado 13 de diciembre de 2008, Marathón empató 1-1 el segundo partido de la Gran Final del Torneo Apertura 2008-2009. Dicho juego se llevó a cabo en el Morazán de San Pedro Sula.
El Real España abrió el marcador al minuto 35 del primer tiempo, empatando el marcador global 1-1; sin embargo, al minuto 91 del segundo tiempo, Marío Berríos anotó de tiro libre un espectacular gol, que significó el empate 1-1, dejando tendidos a los "Aurinegros".
Al final dicho empate dejó un marcador global de 2-1, permitiendo que los "verdolagas" se coronaran campeón del Torneo de Apertura 2008 y así sumarían su séptima copa.
Es de resaltar que de estas 7 Copas, 5 han sido en este siglo, además ha disputado 11 finales, siendo esta la cuarta de manera consecutiva.
En el Torneo Clausura 2009, durante las dos vueltas regulares el campeón del Torneo Clausura 2009 Marathón quedó en segundo lugar con 31 puntos, superado por el Club Deportivo Olimpia que acumuló 34 puntos. Marathón perdió el 1.º lugar en la última fecha perdiendo 1 a 2 frente al Club Deportivo Vida. Marathón anotó 41 goles para convertirse en el equipo que más goles anotó, para un promedio de 2.44 goles por partido, resaltando las goleadas propinadas al Club Deportes Savio, Club Deportivo Hispano y Club Deportivo Motagua de 4-1, 4-0 y 6-3 respectivamente.
Sin embargo, también recibió 22 goles en las dos vueltas regulares, resaltando una goleada de 1-4 recibida de parte del Club Deportes Savio.
Participó de los juegos de semifinal contra el actual subcampeón Real España perdiendo ambos encuentros 3-1 los días jueves 7 y sábado 9 de mayo de 2009. Con estas dos derrotas, quedó fuera de la Gran Final, en la que había estado presente en los últimos 4 campeonatos.
A finales de 2009, Honduras tuvo nuevamente una Navidad verde, luego de que Marathón se coronase campeón el 25 de noviembre del 2009 en San Pedro Sula, luego de enfrentarse al Club Deportivo Olimpia en la gran final del torneo Apertura 2009. Marathón es uno de los mejores equipos en este nuevo siglo al obtener su octava copa de campeón (sexta desde el año 2002).
Marathón terminó en primera posición en las vueltas regulares y se enfrentó en semifinales a su vecino de la ciudad Real España que terminó en cuarta posición. Marathón se clasificó a la gran final derrotando al Real España en su propio estadio (2-1), y luego perdiendo en el olímpico con polémico arbitraje (1-2), con marcador global de 3-3, accediendo a la gran final por haber quedado mejor posicionado durante la fase clasificatoria o vueltas regulares. En la gran final del 22 de noviembre, Marathon visitó al Olimpia en el Nacional de Tegucigalpa en el partido de ida. 
Terminó perdiendo 1 a 0 sin mostrar buen fútbol. Pero la historia cambiaría en el estadio Olímpico de San Pedro Sula, donde el Marathon se convierte en un equipo demoledor. Su técnico uruguayo Manuel Keosseian, con un gran planteamiento, superó el resultado adverso del primer partido, para conquistar la octava copa en torneos de Liga Nacional. El  resultado final sería de 2-0 (global 2-1) con goles de Guillermo "Pando" Ramírez y Jerry Nelson Palacios.

## Apodos
El Club Deportivo Marathón recibe los siguientes sobrenombres: Águila verde, Guerrero's, Sinfonía Verde, Panzas Verdes,Verdolagas, Esmeraldas, Monstruo Verde.
A raíz de la temporada de 1988, durante las vueltas regulares, donde en la Tercera Vuelta ganó 8 Juegos y empató con Victoria, Marco Antonio Pinto, periodista y seguidor de Marathón, le dio el sobrenombre "Monstruo Verde" a Marathón, mismo con el que actualmente se le conoce.
Otro sobrenombre por el que se conoce mucho al club es el "Furia Verde", nombre que lleva también la hinchada del club y es uno de los más recientes apodos que se le han dado al club verdolaga.

## Afición

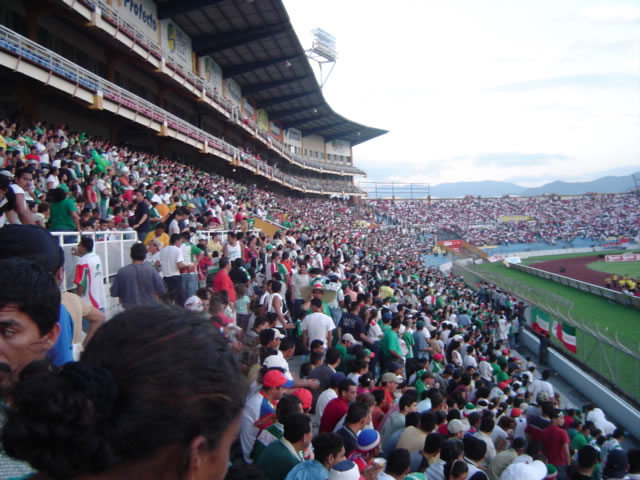
La Afición del Marathón alentando a su club, durante un clásico nacional.

La afición siempre se ha caracterizado por el apoyo incondicional al club, aun en las épocas más oscuras durante las cuales el equipo no consiguió título alguno, siendo esta una de las principales razones de la grandeza del Club Deportivo Marathón; además el fútbol ofensivo y agradable que ha desplegado durante toda su historia y en la que se destacan partidos inolvidables como las dejadas por la "Trinca Infernal" a finales de los años 70 y principios de los 80, el 5-0 propinado al Olimpia en 1985, o la muy recordada temporada de 1987 en la que sin duda merecía coronar con el campeonato que por mala suerte no se logró. [cita requerida]

### Barras organizadas
El Club Deportivo Marathón tiene una de las más grandes barras bravas del país, La Furia Verde. Sus colores principales son el verde, rojo y blanco, que en todos los partidos del club apoyan incesantemente al equipo con un despliegue de una gran cantidad de banderas, mantas e instrumentos de percusión que le proporcionan un sabor especial a cada partido. Esta barra también se ha caracterizado por ser pacífica y casi nunca se enfrenta violentamente a las barras de los equipos rivales.
A lo largo de los últimos años la hinchada de Marathon ha ido aumentando, debido a su regularidad y campeonatos logrados, siendo el único equipo grande junto al Club Deportivo Olimpia que no ha tenido altibajos, estando entre las primeras posiciones de los últimos campeonatos en la última década. Por ello es que las nuevas generaciones se identifican con el club y que se hace notar en la gran cantidad de jóvenes que asisten al estadio con los colores verde y rojo del Marathón.

## Datos del club
Durante la época de los años sesenta y setenta el Club Deportivo Marathón fue denominado “El verdugo de los equipos extranjeros” ya que en esa época venían equipos extranjeros con frecuencia a Honduras y por lo general (a excepción del Olimpia) "barrían" con los equipos nacionales a diferencia del Marathón, que al igual que el Olimpia, siempre les ganaban a los equipos extranjeros que visitaban el país. Los triunfos más relevantes de los verdolagas en esa época: en 1966 golearon al Saprissa 4-0 en el Morazán; vencieron al Pachuca de México 2-1 también en el Morazán en 1967; derrotaron al Sporting Cristal 2-1 nuevamente en el Morazán en 1971 y vencieron fácilmente a equipos centroamericanos de Guatemala, Costa Rica y El Salvador, todos en juegos amistosos, lamentablemente, en juegos oficiales, Marathon nunca pudo cristalizar con más peso ese marcado dominio que tuvo sobre clubes extranjeros, ya que en sus registros jugando en torneos fuera de Honduras no aparece ningún título internacional.
Marathón fue el primer equipo de Honduras en vencer a un club mexicano en partidos oficiales. En el año de 1981 el Club Deportivo Marathón venció al Cruz Azul en México 3-1.
El primer juego que el Marathón sostuvo contra equipos suramericanos fue en 1968 y su adversario fue el Cúcuta de Colombia, al que derrotó 3-0 en el Morazán y el último encuentro que ha tenido contra un equipo suramericano fue en el año 2002, cuando venció al poderoso River Plate de Argentina por 3-1 en el Estadio Olímpico Metropolitano.
El primer juego contra un equipo mexicano fue en el año 1967, cuando aplastaron al Irapuato 6-3 en el Estadio Francisco Morazán y el último encuentro registrado fue el 14 de septiembre de 2010, fecha en que perdieron en México 2-0 contra Club de Fútbol Monterrey.
El máximo goleador del Marathón hasta la fecha es Gilberto Leonel Machado, con 78 tantos. La mayor goleada que ha dado en Liga Nacional el Marathón fue en 1976 cuando le ganó 7-0 a Campamento. La mayor goleada fue recibida del Club Deportivo Toluca (México) en 2009 cuando perdieron 7-0 en Concachampions en el Estadio Nemesio Diez.
La mayor goleada en torneos de CONCACAF que hizo el Marathón, fue un 12-0 en Oakland, California, en 1996. Derrotaron al Jong Colombia de Antillas Neerlandesas por 12-0 con siete goles del brasileño Octavio Santana y uno de Bayron Suazo, Luis Perdomo, Pompilio Cacho, Mario Beata y José Christiano Pinheiro de Araujo.
Marathón sostuvo un juego contra el Santos de Brasil en 1969 el cual quedó empatado 1-1, cabe destacar que Pelé conformaba la alineación del segundo tiempo.
El Club Deportivo Marathón ha jugado 15 finales (Sin incluirse 1966, 1967, 1973 Subcampeón en Campeonato Regular y 1985 Campeón, no hubo final) De estas 15 finales, Marathón ha jugado 12 en el siglo XXI, ha ganado 6 y perdido 6: Ocho contra Olimpia de las cuales ha perdido cinco y ha ganado tres. Tres contra Motagua de las cuales ha ganado dos y ha perdido una. Tres contra Real España de las cuales ha ganado una y perdido dos. Una contra Universidad y la ganó Marathón recientemente consiguió el récord de ser el equipo hondureño que más goles ha anotado en sus dos primeros partidos de Liga Nacional. Este récord lo consiguió en el torneo Apertura 2011-2012, donde goleó 5-0 al Deportes Savio y 3-0 al Platense.
Es de destacar el curioso dato de la final del Clausura 2002-2003 en la cual hubo lleno absoluto en el Estadio Olímpico Metropolitano en dos días consecutivos, ya que la primera noche y con el estadio totalmente lleno, a 45 minutos antes del inicio del partido se presentó una gran tormenta lluviosa que anegó la cancha imposibilitando la realización del juego, por lo que las autoridades decidieron reprogramar la gran final para el día siguiente a las 3 p. m., la cual se realizó bajo un clima perfecto para la práctica del fútbol con otro lleno espectacular en las graderías.
Esta es la mayor taquilla que ha registrado el equipo en un partido de liga, en la que ingresaron al Estadio Olímpico Metropolitano 35,745 aficionados con boleto pagado, y en la que probablemente sean más de 40,000 aficionados los que lograron ingresar a presenciar el definitivo duelo.

## Uniforme
El verde ha sido el color insignia en la historia del Marathón. Además del verde, los colores rojo y blanco también han sido representativos en el club a lo largo de los años. 
- Uniforme titular: camiseta verde, pantalón blanco, medias blancas.
- Uniforme alternativo: camiseta blanca, pantalón verde, medias blancas.

## Símbolos

### Bandera
La bandera del Marathón está conformada por los colores verde, blanco y rojo. Tiene tres franjas verticales de igual tamaño, al centro de ellas aparece el escudo del club. 

### Mascota

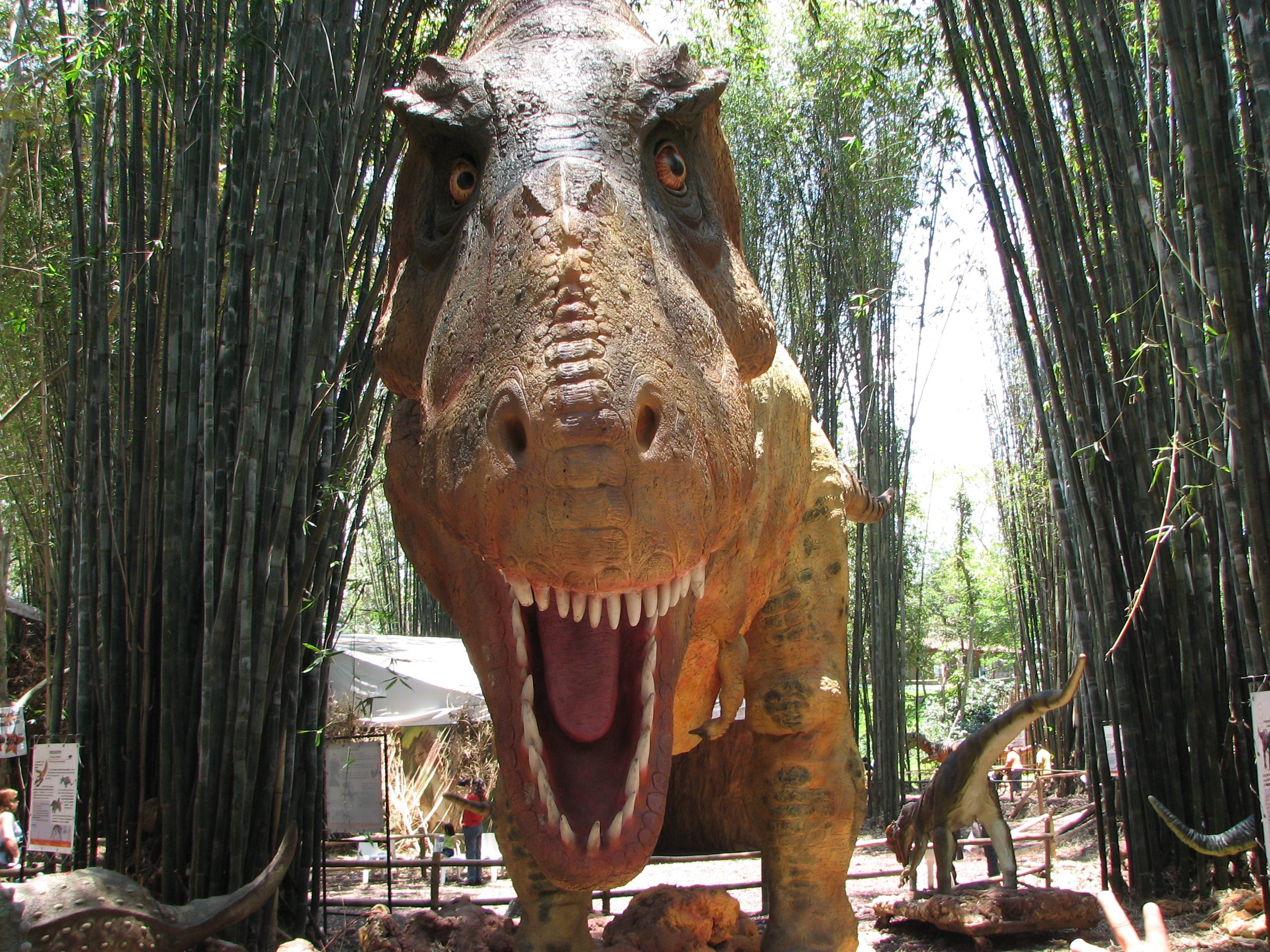
El dinosaurio es la mascota principal del club.

La mascota del club es un dinosaurio (alusivo al Monstruo Verde, apodo por el que se conoce al club).

## Instalaciones

### Estadio

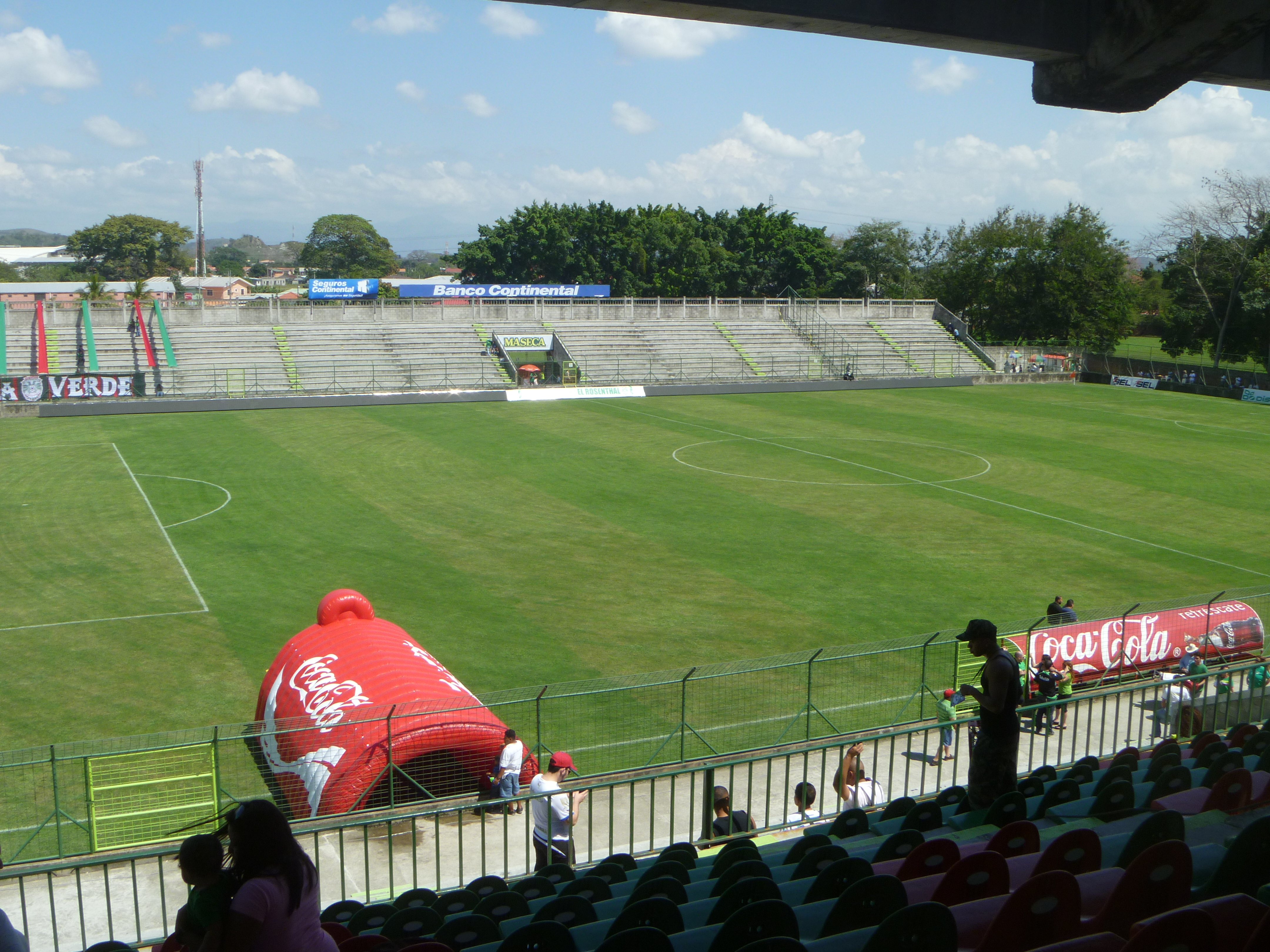
El Estadio Yankel Rosenthal: Aquí juega sus partidos de local el Club Deportivo Marathón.

El Estadio Yankel Rosenthal es un estadio de usos múltiples ubicado en la Colonia La Satelite en San Pedro Sula, Honduras su capacidad es de 9,000 aficionados. El proyecto, que fue programado para ser terminado en su totalidad para el año 2007, se aplazó a 2009 debido a problemas financieros.
El Club Deportivo Marathón también utiliza como estadios alternos, el Estadio Olímpico Metropolitano y el Estadio Francisco Morazán, ambos ubicados en la ciudad de San Pedro Sula.

### Sede
El Club Deportivo Marathón cuenta con su propia sede deportiva, que tiene diferentes canchas tanto para su equipo de primera división como para las inferiores e inclusive una cancha de futbolito con base de cemento iluminada para los partidos nocturnos.
La sede ha ido mejorándose a través de los años por el respaldo de Grupo Amigos del Marathón (GAMA) y de las diferentes juntas directivas que han dirigido al equipo. El Club Deportivo Marathón es el primer equipo de Honduras en tener su propio estadio.

## Jugadores

### Plantilla 2025
- Los equipos hondureños están limitados a tener en la plantilla un máximo de cinco jugadores extranjeros.

### Altas Apertura 2025
| Altas             |           |                   |          |
| Jugador           | Posición  | Procedencia       | Tipo     |
| Humberto Juárez   | Portero   | C. D. Social Sol  | Traspaso |
| André Orellana    | Defensa   | C. Olimpia D.     | Cesión   |
| Brian Farioli     | Delantero | C. A. Estudiantes | Cesión   |
| Nicolás Messiniti | Delantero | Al Hamriyah S. C. | Traspaso |

### Bajas Apertura 2025
| Bajas          |               |                         |                 |
| Jugador        | Posición      | Destino                 | Tipo            |
| Luis Ortiz     | Portero       | F. C. Motagua           | Traspaso        |
| Allans Vargas  | Defensa       | Real Estelí F. C.       | Traspaso        |
| Yeer Gutiérrez | Defensa       | Olancho F. C.           | Traspaso        |
| Gerson Chávez  | Mediocampista | Antigua Guatemala F. C. | Traspaso        |
| Jeffry Miranda | Mediocampista | Policía Nacional F. C.  | Traspaso        |
| Iván López     | Mediocampista | Bandera de ?            | Fin de contrato |
| Rafael Águila  | Mediocampista | C. A. Independiente     | Fin de cesión   |
| Juan Anangonó  | Delantero     | C. D. El Nacional       | Traspaso        |
| Ángel Tejeda   | Delantero     | Bandera de ?            | Fin de contrato |
| Clayvin Zúniga | Delantero     | C. D. Municipal Limeño  | Traspaso        |

### Récords
| Máximos goleadores | Máximos goleadores | Máximos goleadores | Más partidos disputados | Más partidos disputados | Más partidos disputados |
| ------------------ | ------------------ | ------------------ | ----------------------- | ----------------------- | ----------------------- |
| 1.                 | Gilberto Machado   | 78 goles           | 1.                      | Mauricio Sabillón       | 486 partidos            |
| 2.                 | Yustin Arboleda    | 68 goles           | 2.                      | Mario Berríos           | 474 partidos            |
| 3.                 | Emil Martínez      | 66 goles           | 3.                      | Arturo Bonilla          | 266 partidos            |
| 4.                 | Arturo Bonilla     | 57 goles           | 4.                      | Gilberto Machado        | 261 partidos            |
| 5.                 | Pompilio Cacho     | 56 goles           | 5.                      | Mario Beata             | 229 partidos            |
| 6.                 | Roberto Bailey     | 47 goles           | 6.                      | Wilmer Fuentes          | 195 partidos            |

## Entrenadores
| - Luis Comitante (1963-1965) - Eduardo Piña Monzálves (1965–1966) - Héctor Mejía (1966–1967) - Enrique Grey Fúnez (1973) - Ramón Rodríguez (1979) - José Luis Mattera (1980) - Amilcar Medrano (1982) - Gonzalo Zelaya (1985) - José de la Paz Herrera (1987) - Néstor Matamala (1988–1989) - Luis Cubillas (1991–1992) - Alberto Chedrani (1992) - Liber Arispe (1992–1993) - Ramón Maradiaga (1993) - Hernán García (1994) - Ariel Sena (1995) - Pedro Dellacha (1996) - Carlos Padilla (1996) | - Aranghel Gigov (1997) - Edwin Pavón (1997–1998) - Horacio Adinolfi (1998–1999) - Liber Arispe (1999–2000) - José de la Paz Herrera (2001–2002) - Rubén Guifarro (2002) - Gilberto Machado (2002) - Miguel Ángel Lemme (2003) - Flavio Ortega (2003) - Alfonso Rendón (2003–2004) - Nicolás Suazo (2004–2005) - Jairo Ríos (2005) - Juan de Dios Castillo (2005–2006) - Gilberto Yearwood (2006) - Manuel Keosseián (2006) - Jorge Ernesto Pineda (2007) - Manuel Keosseián (2007) | - José de la Paz Herrera (2008) - Manuel Keosseián (2008–2010) - Nicolás Suazo (2010) - Edwin Pavón (2010) - José de la Paz Herrera (2011) - Manuel Keosseián (2011) - Ramón Maradiaga (2012) - Manuel Keosseián (2012) - Mauro Reyes (2012) - Carlos Martínez (2013) - Manuel Keosseián (2014) - Héctor Castellón (2014–2015) - Jairo Ríos (2015–2016) - Carlos Pavón (2016) - Manuel Keosseián (2017) - Héctor Vargas (2017–2021) - Martín García (2021–2022) - Manuel Keosseián (2022) - Salomón Nazar (2023) - Hernán Medina (2023-2024) - Manuel Keosseián (2025) - Pablo Lavallén (2025-Act.) |

## Palmarés

### Campeonatos nacionales (12)
| Competición Nacional             | Títulos | Subcampeonatos |
| -------------------------------- | --- | --- |
| Liga Nacional de Honduras (9/16) | 1979-80, 1985-86, Clausura 2002, Clausura 2003, Apertura 2004, Apertura 2007, Apertura 2008, Apertura 2009, Clausura 2018. | 1966-67, 1967-68, 1973-74, 1980-81, 1987-88, Apertura 2001, Clausura 2004, Clausura 2005, Apertura 2005, Clausura 2007, Clausura 2008, Clausura 2012, Clausura 2014, Apertura 2019, Apertura 2020 y Clausura 2024 |
| Copa de Honduras (2/1)           | 1994, 2017. | 1972. |
| Supercopa de Honduras (1/1)      | 2019 | 2017. |

### Campeonatos internacionales
- Torneo Centroamericano de la Concacaf:  Subcampeón en 1980.
- 'Copa de Campeones de la Concacaf':  Tercer lugar en 1981.
- Recopa de la Concacaf:  Tercer lugar en 1995.
- Copa Fraternidad Centroamericana:  Tercer lugar en 1981.